# مفاعلBM-40A

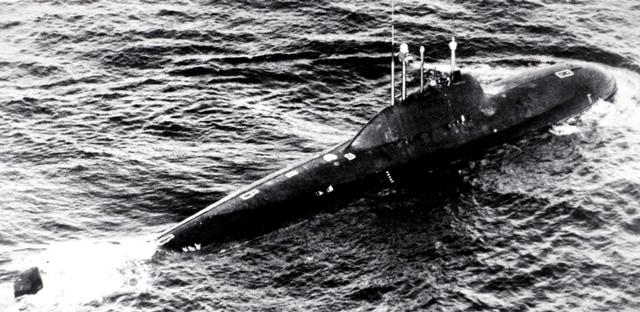

مفاعل BM-40A(بالإنجليزي: BM-40A reactor) هو مفاعل نووي انشطاري مبرد بالمعادن السائلة يعمل باليورانيوم المخصب لإنتاج طاقة 155 ميغا وات , تستخدم لدفع غواصات الجيل الرابع - الاتحاد السوفيتي .

## روابط إضافية
- Project 705 Lira Alfa class نسخة محفوظة 6 أبريل 2007 على موقع واي باك مشين. at the اتحاد العلماء الأمريكيين website.